# Заклади вищої освіти Львова
Вища школа має у Львові давні традиції. Так, у місті засновано перший в Україні університет та перший у Східній Європі заклад вищого технічного спрямування. Львівський університет Франка та Університет «Львівська Політехніка» є одними з найкращих ЗВО країни і періодично займають чільні місця в національних рейтингах. Такі заклади вищої освіти, як Національний лісотехнічний університет, Українська академія друкарства, Національна академія мистецтв не мають аналогів в Україні. Серед інших львівських вишів, найвідомішими є Український католицький університет, Музична академія імені Лисенка, Національний медичний університет, Львівський національний аграрний університет, Університет ветеринарної медицини.

## Заклади вищої освіти
Список складено в алфавітному порядку на основі довідника «ВУЗи Львова. Університети у Львові» [Архівовано 23 січня 2010 у Wayback Machine.].

## Середні спеціальні навчальні заклади
- Автомобільно-шляховий технікум
- Львівське вище професійне училище комп'ютерних технологій та будівництва
- Львівське державне музичне училище ім. С. П. Людкевича
- Львівський державний коледж декоративного і ужиткового мистецтва імені Івана Труша
- Молодіжний навчальний центр імені святого Івана Боско
- Львівський коледж будівництва, архітектури та дизайну
- Медичний коледж
- Екологічний коледж
- Львівський коледж зв'язку
- Львівський техніко-економічний коледж Національного університету «Львівська Політехніка»
- Кінотехнікум
- Кооперативний технікум економіки і права
- Педагогічний коледж Львівського національного університету імені Івана Франка
- Львівський поліграфічний коледж Української академії друкарства
- Технікум легкої промисловості
- Технікум промислової автоматики
- Коледж харчової і переробної промисловості Національного університету харчових технологій
- Технічний коледж національного університету «Львівська Політехніка»
- Банківський коледж
- Економічний бізнес-коледж
- Медичний коледж «Монада»
- Фінансово-економічний коледж
- Технологічний коледж Лісотехнічного університету
- Львівський технікум громадського харчування
- Львівський технікум залізничного транспорту